# 向日葵的教會與長夏假期
《向日葵的教會與長夏假期》為枕於2013年3月29日發售的18禁戀愛冒險遊戲。官方宣傳時常取向日葵（ひまわり）與夏（なつ）的日文簡稱為（himanatsu）。2013年11月28日由ハピネット發售PS3和PSP版《向日葵的教會與長夏假期 -extra vacation-》（向日葵の教会と長い夏休み -extra vacation-）。

## 登場角色

### 主要角色
明日葉陽介
本作主角。在關西就讀大學的學生，专业是分子生物学。8年前離開朧白搬到東京，童年失去親人後在神父荒川天海的撫養以及远房叔叔的经济援助下長大。
夏咲詠（聲優：夏野冰）
身高：149，體重：37，三圍：B69(A) W50 H70，白羊座，AB型。
比陽介小2歲的青梅竹馬，认识主角后不久住院。在故事开始前就已经死去。
和陽介以及一只黑猫感情很好，死去后黑猫借助灵力变成她的样子，续写她和陽介的故事。
个人线结尾咏本尊得到安息，黑猫也通过考验转化为人。
因为是猫所以行动很快，但是很容易睡着。
野野原雛櫻（聲優：雪都さお梨）
身高：148，體重：35，三圍：B67(A) W49 H68，獅子座，O型。
主角回到故鄉當天被託付給神父的女孩。主角的养父母的女儿，远房亲戚。
鷺月流華（聲優：川島梨乃）
身高：160，體重：44，三圍：B85(D) W54 H82，射手座，O型。
朧白學園學生，商店街蔬果店老闆的女兒。学习成绩很好，书虫。力气很大。
比詠小2歲和金剛石同歲，是陽介的青梅竹馬，暗恋陽介许久，总是想当他“姐姐”。
头发上总是别着蓝玫瑰发饰，实际上那是她的守护灵一样的存在。
个人十分害怕灵异恐怖类的事物。
朧白金剛石（聲優：如月葵）
身高：157，體重：49，三圍：B92(G) W57 H86，獅子座，B型。
朧白學園學生。村長的孫女，朧白家的大小姐，陽介的青梅竹馬。
負責照顧教堂後院的菜園。行动力很强，在某些地方很单纯。
家里经济很好，有一大队女仆队，家庭管束非常严格。
鮎瀨月子（聲優：羽鳥空）
身高：154，體重：39，三圍：B73(B) W53 H73，水瓶座，A型。
陽介的青梅竹馬，比流華和金剛石小2歲。村子裡點心店「鮎ヶ瀬堂」家的女兒。
爱着村子，沉迷在一切对村子有利的计划中。
喜欢搞怪，也喜欢各种灵异现象，对此有一定研究。
PSP版可攻略。

### 次要角色
二階堂麗奈（聲優：楠鈴音）
身高：168，體重：52，三圍：B90(E) W58 H86，A型。
自幼便服侍朧白家，擔任女僕長。金剛石稱呼她為「鬼階堂」。
荒川天海（聲優：寒上優斗）
身高：198，體重：82，B型。
朧白教會的神父。主角的师父。
夏咲瀨利奈
真正的詠的母親。
野野原梢（聲優：和葉）
雛櫻的母親。主角的养母。

## 製作人員
- 企劃： 藤倉絢一、
- 原畫・角色設計：狗神煌（詠）、基4％（雛櫻）、硯（流華）、高苗京鈴（金剛石）、龍目（PS3/PSP版）
- 劇本：（詠線）、（雛櫻線）、藤倉絢一（流華・金剛石線）、
- 音樂：松本文紀
- 製作人：
- 影片製作：癸乙夜【Mju:z】

## 主題曲
片頭曲 「向日葵的教會」
歌： / 作詞：藤倉絢一 / 作曲・編曲：松本文紀
夏咲詠 片尾曲 
歌： / 作詞：藤倉絢一 / 作曲・編曲：松本文紀
野野原 雛櫻 片尾曲 
歌： / 作詞：藤倉絢一、 / 作曲・編曲：松本文紀
鷺月流華 片尾曲 
歌： / 作詞：藤倉絢一 / 作曲・編曲：松本文紀
朧白 金剛石 片尾曲 
歌： / 作詞：藤倉絢一 / 作曲・編曲：松本文紀
鮎瀨月子 片尾曲「夏色Sunshine flower」
歌：今井麻美 / 作詞： / 作曲：濱田智之 / 編曲：鳥海剛史
※PS3/PSP版追加

## 評價
本作獲得「萌えゲーアワード2013」BGM金獎。在2013年Getchu.com举办的美少女游戏大赏中获得音乐部门第7位。

## 外部連結
- 向日葵の教会と長い夏休み （页面存档备份，存于）官方網站（日語）
- 枕 -makura web - （页面存档备份，存于）（日語）
- けろ枕 （页面存档备份，存于）PS3/PSP版官方網站（日語）